# Emanuele Pirro
Emanuele Pirro, italijanski dirkač Formule 1, *12. januar 1962, Rim, Italija.
Emanuele Pirro je upokojeni italijanski dirkač Formule 1. Debitiral je v sezoni 1989, ko je na zadnji dirki sezona za Veliko nagrado Avstralije dosegel peto mesto, kar je njegov najboljši rezultat v karieri. V sezoni 1990 se mu višje od desetega ni uspelo uvrstiti. Svojo drugo in zadnjo uvrstitev v točke je dosegel s šestim mestom na Veliki nagradi Monaka v sezoni 1991, po kateri se je upokojil kot dirkač Formule 1. V letih  2000, 2001, 2002, 2006 in 2007 je zmagal na dirki 24 ur Le Mansa.

## Popolni rezultati Formule 1
(legenda) (odebeljene dirke pomenijo najboljši štartni položaj, poševne pa najhitrejši krog, †-uvrščen kljub odstopu)
| Leto | Moštvo               | Šasija          | Motor       | 1       | 2      | 3        | 4       | 5       | 6        | 7        | 8     | 9       | 10      | 11      | 12      | 13      | 14      | 15      | 16      | Prv | Toč |
| ---- | -------------------- | --------------- | ----------- | ------- | ------ | -------- | ------- | ------- | -------- | -------- | ----- | ------- | ------- | ------- | ------- | ------- | ------- | ------- | ------- | --- | --- |
| 1989 | Benetton Formula Ltd | Benetton B188   | Cosworth V8 | BRA     | SMR    | MON      | MEH     | ZDA     | KAN      | FRA 9    | VB 11 |         |         |         |         |         |         |         |         | 23. | 2   |
| 1989 | Benetton Formula Ltd | Benetton B189   | Cosworth V8 |         |        |          |         |         |          |          |       | NEM Ret | MAD 8   | BEL 10  | ITA Ret | POR Ret | ŠPA Ret | JAP Ret | AVS 5   | 23. | 2   |
| 1990 | Scuderia Italia      | BMS Dallara 190 | Cosworth V8 | ZDA     | BRA    | SMR Ret  | MON Ret | KAN Ret | MEH Ret  | FRA Ret  | VB 11 | NEM Ret | MAD 10  | BEL Ret | ITA Ret | POR 15  | ŠPA Ret | JAP Ret | AVS Ret | -   | 0   |
| 1991 | Scuderia Italia      | BMS Dallara 191 | Judd V10    | ZDA Ret | BRA 11 | SMR DNPQ | MON 6   | KAN 9   | MEH DNPQ | FRA DNPQ | VB 10 | NEM 10  | MAD Ret | BEL 8   | ITA 10  | POR Ret | ŠPA 15  | JAP Ret | AVS 7   | 18. | 1   |